# Karel Van Neste
Karel Van Neste (Sint-Michiels, 15 april 1753 - 21 juni 1820) was burgemeester van Sint-Michiels.

## Levensloop
Karel Jozef Van Neste was de zoon van Karel Vanneste en Catharina Adins. Hij trouwde met Anna Vande Plassche en ze kregen elf kinderen, van wie de meeste jong stierven. Bleven in leven: Pieter Van Neste, later burgemeester van Sint-Michiels en Bernard Vanneste. Allebei werden ze, zoals hun vader, 'grootbierbrouwer' op de wijk Steenbrugge.
Vanaf ten minste 1806 was Karel Van Neste adjoint u maire van Sint-Michiels en begin 1808 werd hij burgemeester, in opvolging van Johannes Verbiest. Hij bleef het ambt uitoefenen tot december 1812.